# Stierkampfarena Castellón

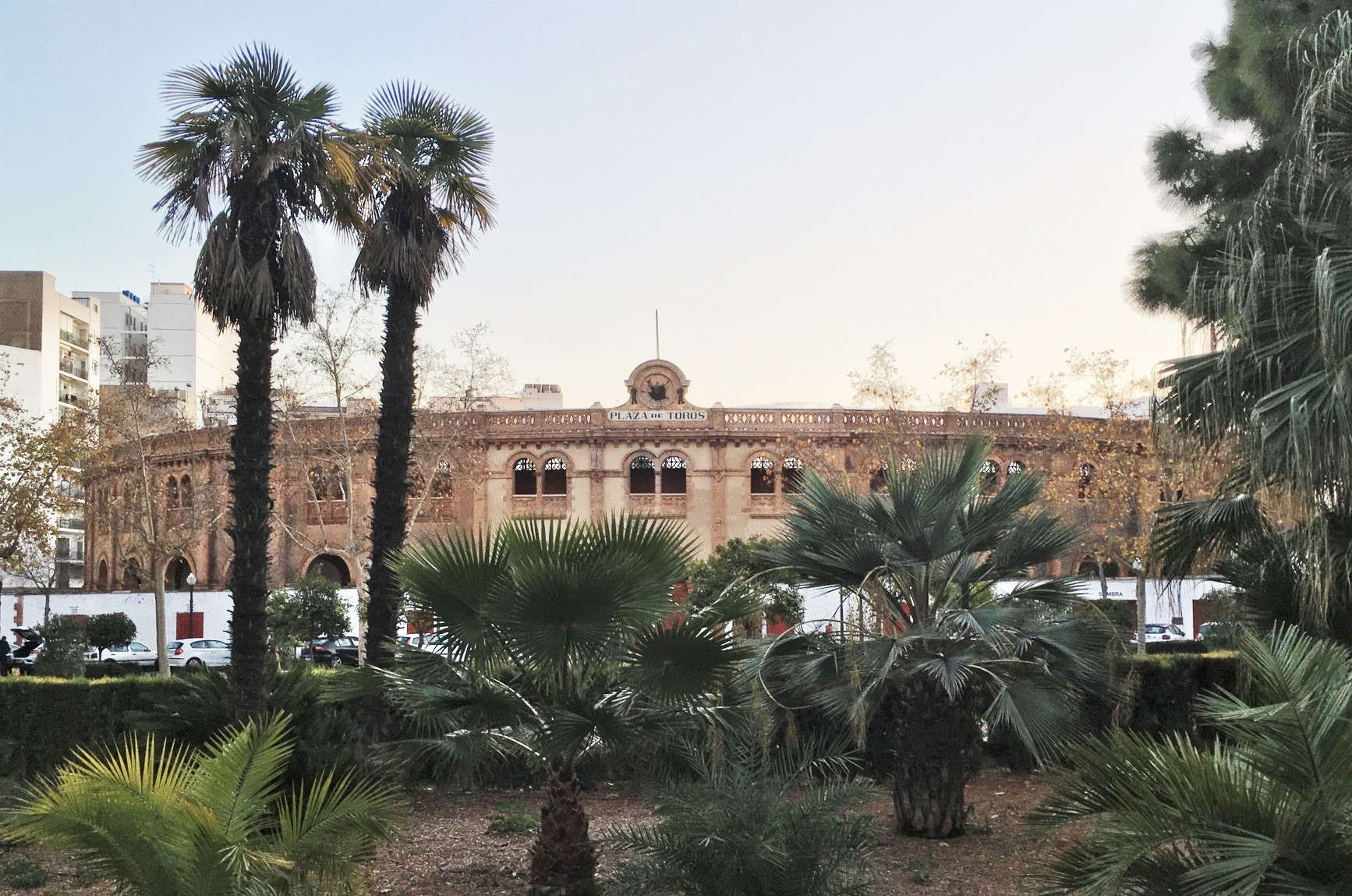
Stierkampfarena Castellón

Die Stierkampfarena Castellón (valencianisch Plaça de bous de Castelló, spanisch Plaza de toros de Castellón) ist eine Stierkampfarena in der spanischen Mittelmeerstadt Castellón de la Plana.

## Lage
Die Stierkampfarena in Castellón liegt wenige hundert Meter nordwestlich der historischen Altstadt direkt am südlichen Ende des Park Ribaltas. Die Arena nimmt weite Teile eines Häuserblocks ein und wird westlich, südlich und östlich von schmalen Häusern begrenzt, die die Arena teilweise deutlich überragen.

## Geschichte
Die vorherige aus Holz und Ziegelsteinen errichtete Stierkampfarena der Stadt musste 1878 wegen Baufälligkeit abgerissen werden. Die neue Arena wurde von dem Architekten und ehemaligen Bürgermeister der Stadt Manuel Montesinos Arlandis entworfen. Die Bauarbeiten begannen im Jahr 1885 und konnten am 12. Januar 1887 abgeschlossen werden. Die Stierkampfarena gehörte zu den ersten Gebäuden die außerhalb des historischen Stadtkerns errichtet wurden.  Die Einweihung der Arena fand jedoch erst am 3. Juli 1887 statt. In dem ersten Kampf in der Arena kämpften die Stierkämpfer Lagartijo und Frascuelo gegen den Stier Caramelo.
Nach der Übernahme der Stadt durch Francisco Franco im Juni 1938 wurde das Gelände mindestens drei Monate lang als Konzentrationslager für republikanische Gefangene genutzt.
2004 wurde die Stierkampfarena modernisiert. Dabei wurden unter anderem neue und größere Sitzgelegenheiten eingebaut.
Auch Veranstaltungen des Stadtfestes La Magdalena finden heute in der Stierkampfarena statt.

## Baubeschreibung

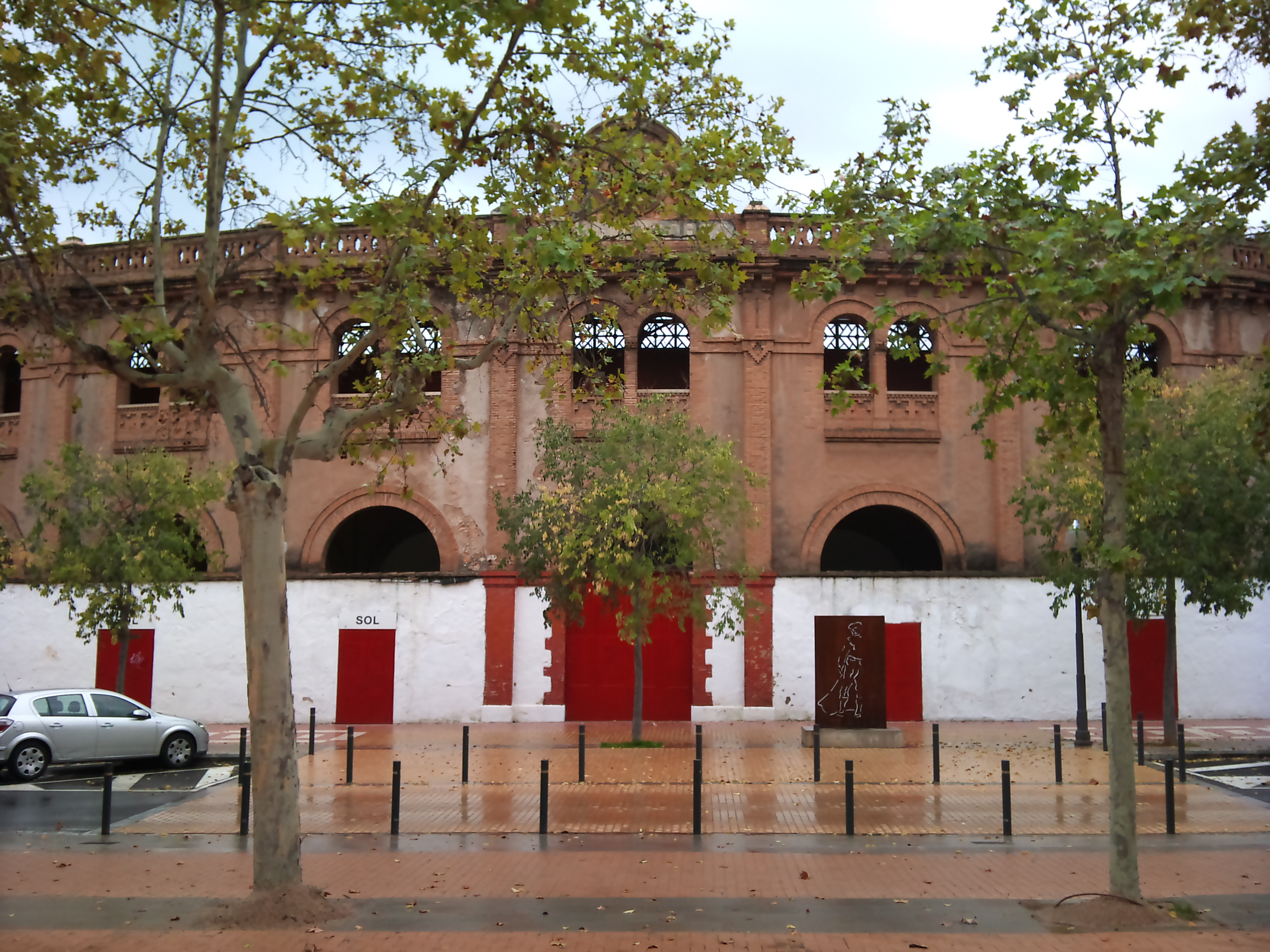
Hauptfassade mit den Eingängen zur Arena

Das Gebäude ist ein annähernd kreisrundes Polygon mit insgesamt 60 Seiten. Die Fassade der Stierkampfarena wurde aus Ziegelsteinen errichtet. Das Erdgeschoss enthält große Rundbögen, das Obergeschoss hingegen kleinere aus zwei Rundbögen bestehende Öffnungen. Über der Hauptfassade zum Park Ribalta ist ein Bronzemedaillon des Bildhauers D. José Viciano Martí angebracht, das den Kopf eines Stieres zeigt. Zum Park Ribalta hin wird die Arena durch eine kleine weiße Mauer mit mehreren roten Türen abgegrenzt.
Die Stierkampfarena hat eine Kapazität von 13.000 Zuschauern und nimmt eine Fläche von 10.185 Quadratmetern ein. Der Durchmesser beträgt 49 Meter.